# Пюи-д’Арнак
Пюи́-д’Арна́к (фр. Puy-d'Arnac, окс. Puèg d'Arnac) — коммуна во Франции, находится в регионе Лимузен. Департамент — Коррез. Входит в состав кантона Больё-сюр-Дордонь. Округ коммуны — Брив-ла-Гайярд.
Код INSEE коммуны — 19169.
Коммуна расположена приблизительно в 430 км к югу от Парижа, в 105 км юго-восточнее Лиможа, в 27 км к югу от Тюля.

## Население
Население коммуны на 2008 год составляло 267 человек.
| 1962 | 1968 | 1975 | 1982 | 1990 | 1999 | 2008 |
| ---- | ---- | ---- | ---- | ---- | ---- | ---- |
| 318  | 367  | 325  | 325  | 300  | 236  | 267  |

## Экономика

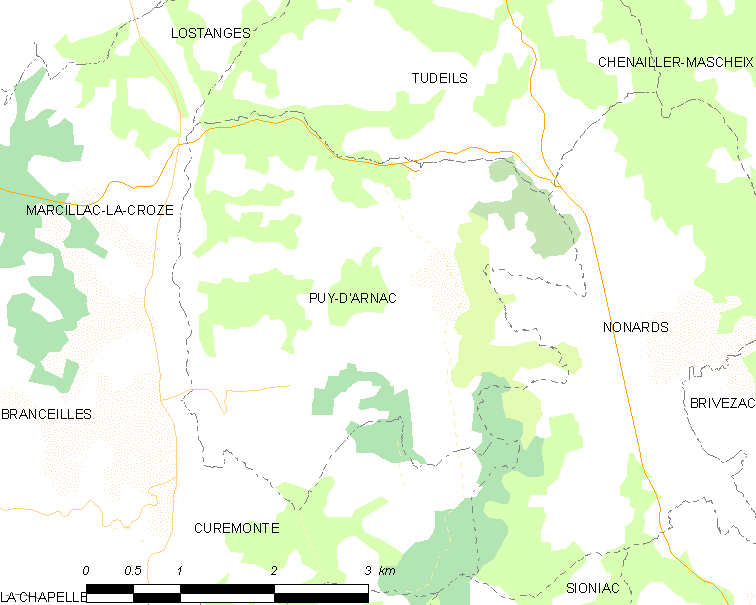
Карта коммуны

В 2007 году среди 139 человек в трудоспособном возрасте (15-64 лет) 107 были экономически активными, 32 — неактивными (показатель активности — 77,0 %, в 1999 году было 65,9 %). Из 107 активных работали 100 человек (61 мужчина и 39 женщин), безработных было 7 (4 мужчин и 3 женщины). Среди 32 неактивных 9 человек были учениками или студентами, 14 — пенсионерами, 9 были неактивными по другим причинам.